# Маньязыбаш
Маньязыбаш (баш. Манъяҙыбаш) — деревня в Дюртюлинском районе Республики Башкортостан Российской Федерации. Входит в состав Куккуяновского сельсовета. 

## География

### Географическое положение
Расстояние до:
- районного центра (Дюртюли): 31 км,
- центра сельсовета (Куккуяново): 7 км,
- ближайшей ж/д станции (Уфа): 100 км.

## История
В «Списке населенных мест по сведениям 1870 года», изданном в 1877 году, населённый пункт упомянут как деревня Миньязыбаш (Маньязы, Кереметева) 4-го стана Бирского уезда Уфимской губернии. Располагалась при речке Миньязыбаше, по левую сторону почтового тракта из Бирска в Мензелинск, в 44 верстах от уездного города Бирска и в 25 верстах от становой квартиры в деревне Дюртюли. В деревне, в 41 дворе жили 229 человек (130 мужчин и 99 женщин, мещеряки, тептяри), была мечеть. Жители занимались земледелием, скотоводством, пчеловодством, портняжничеством.

## Население
| 2002 | 2009 | 2010 |
| ---- | ---- | ---- |
| 29   | ↗38  | ↘30  |

Согласно переписи 2002 года, преобладающие национальности — башкиры (62 %), татары (28 %).